# Sistem binar (astronomie)

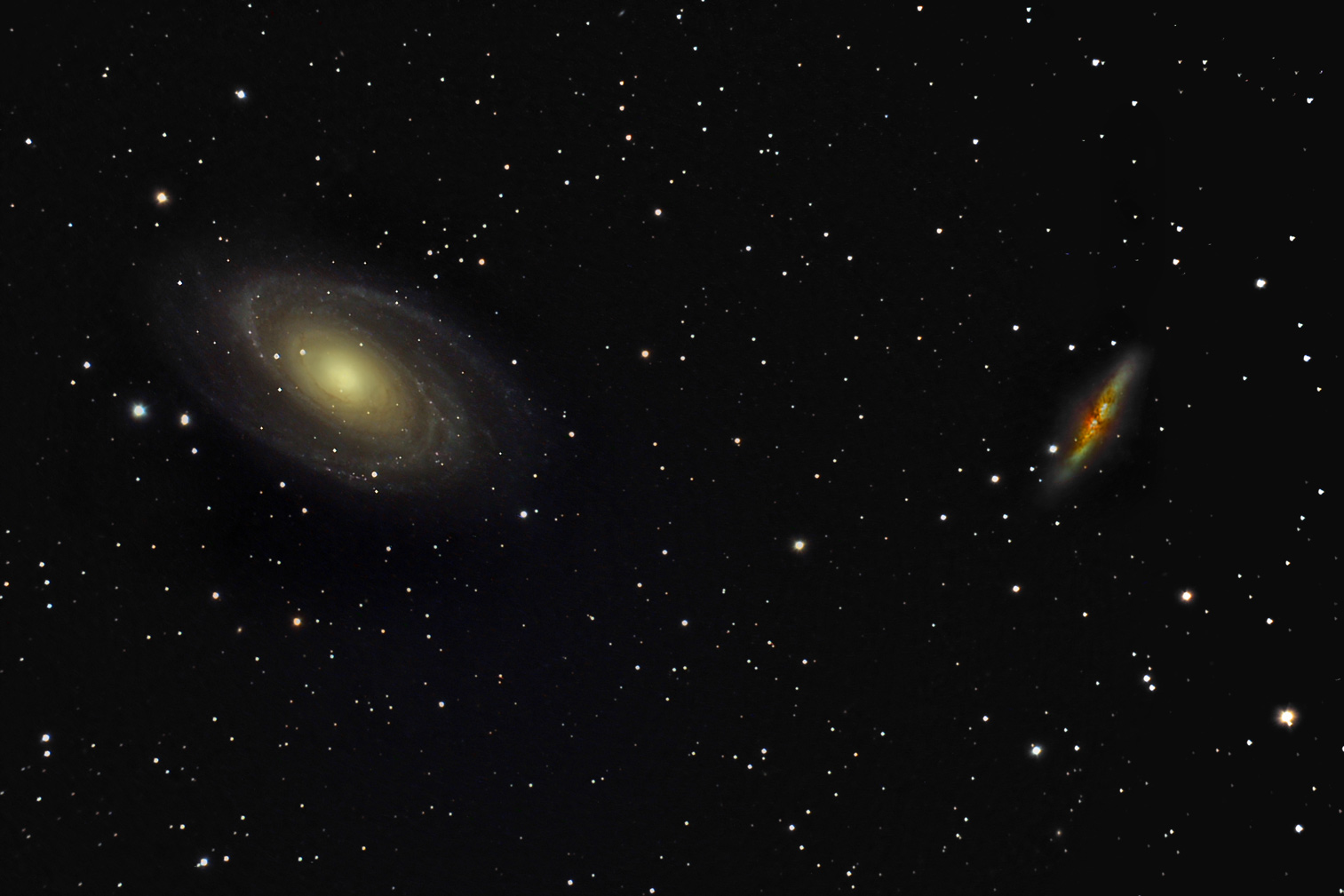
Sistem binar format de galaxiile M81 și M82

În astronomie un sistem binar este unul care include două obiecte în spațiul cosmic (de obicei stele, dar, de asemenea și pitice cenușii, planete, galaxii sau asteroizi), care sunt situate atât de aproape una de alta, încât interacțiunea lor gravitațională le face să orbiteze în jurul unui singru centru (comun) de masă. Unele definiții (de exemplu, că în cazul planetei duble, dar nu și a stelei binare), susțin ca acest centru de masă să nu să se afle în interiorul, oricărui obiect. Un sistem multiplu este ca un sistem binar, dar este format din trei sau mai multe corpuri cerești.

## Exemple
- În sistemul solar, sistemul binar Pluton - Charon este compus dintr-o planetă pitică și satelitul acesteia.
- Galaxiile Messier 81 (M81) și Messier 82 (M82).
- Galaxiile Maffei I și Maffei II.
- X Persei este un sistem binar format de o stea masivă și una neutronică.
- Sistemul Gliese 229 găzduiește un sistem binar, constituit de o stea pitică roșie și una pitică cenușie.
- (69230) Hermes este un asteroid binar, ambele dimensiuni și componente fiind foarte similare.
- Messier 40 are un sistem stelar binar.